# 龔如心
王龔如心（英語：Nina Wang Kung Yu-Sum，1937年9月29日—2007年4月3日），冠夫姓，生於中國上海，原籍浙江温州市， 香港企業家，早年與其丈夫王德輝攜手經營華懋集團，資產估計超過300億美元（2400億港元），曾为亚洲女首富、华人世界第一女富豪。於1992年至2004年間她常以兩根辮子之特別造型露面，因此有「小甜甜」稱號。

## 生平

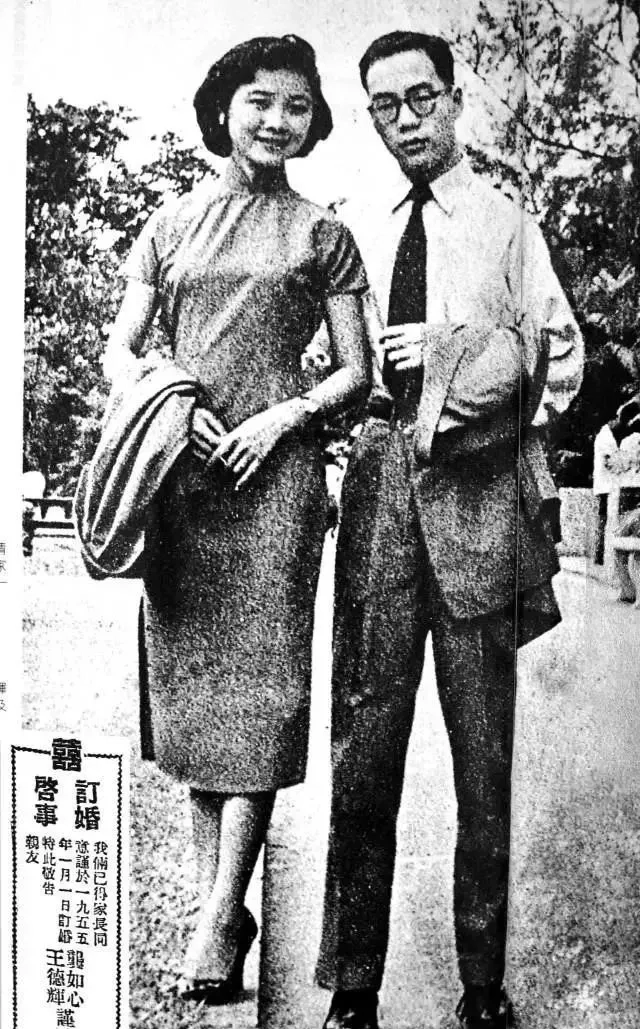
王德辉（右）和龚如心合照

龔如心1937年生於上海市，是家中的長女，有兩妹一弟。龔如心曾先後就讀於上海市南洋模范中学和上海中学，后母親送到香港唸瑪利諾修院學校，至中五輟學，畢業後曾在香港一家會計師樓擔任秘書，1955年舉家定居香港。
其父龔雲龍是上海英資油漆廠ICI職員，家翁王廷歆是漆油代理，兩家人在上海是世交，龔如心兩三歲時已認識日後的丈夫王德輝，其後，王家於1945年赴香港發展，與龔家繼續保持聯絡。1949年龔父在太平輪沉船事件中去世，1955年王德輝向龔如心提出搬到自己家中居住，同年9月29日18歲生日當天嫁給王德輝，但王父反對兩人交往，而王母亦認為龔如心太「野」，並認為龔家的家世不匹配。
龔如心和王德輝是青梅竹馬的關係，他們在旁人眼中顯得相當恩愛，龔如心曾大庭廣眾餵丈夫吃東西，表現得相當親暱。龔如心曾指年青時身邊有不少追求者，有人為了追求自己，而報考自己就讀的上海師範大學，但她仍覺得王德輝最疼自己。龔如心在會計師樓任職秘書時，因經常串錯英文字而曾遭人責罵，王德輝叫龔如心日後再被罵時，把文件夾扔向那位經理，不要幹了；後來龔如心無所事事，王德輝勸她到華懋工作，說工作很好玩，還讓她帶狗上班，以求朝夕相對。
1960年王氏父子成立華懋置業，經營地產業務，1960年代，龔如心與王德輝合力把家族生意華懋由西藥、化工原料進口，發展成代理石油工業產品、農業產品及飼料。1967年六七暴動時，王德輝與龔如心趁地價大跌買入新界多幅地皮，令集團乘此契機轉型成為地產發展商。踏入1970、1980年代香港經濟起飛，地產價格上升，華懋集團的規模藉此不斷擴充，成為香港其中一家大型地產商。
不過他們的婚姻關係此時出現波折，在多年後的爭產官司中，王德輝家人披露王氏於1967年曾有外遇，而王父王廷歆亦指1968年曾在機場發現龔如心與一位商人狀甚親密，曾找私家偵探追縱兩人，王家又指王德輝在龔如心身上找到避孕丸，為此而大動干戈，提出與龔如心離婚。事後龔如心在庭上否認有關指控。
龔如心於1970年開始在華懋成為丈夫的左右手，曾於1972年參與收購牛奶公司一事。雖然計劃最終因不敵香港置地而未能成功，但進一步確立了她在華懋的地位。
1983年4月13日，王德輝被綁架，龔如心在5日內交付1,100萬美金贖金，電匯至台北，並暗中報警，王德輝平安被贖回。1990年4月10日，王德輝再次被綁架，龔如心雖然在4月25日交付2億6000萬港元的贖金，但王德輝未能贖回，自此華懋集團由龔如心擔任董事局主席及管理。
1994年3月，龔如心以華懋集團名義投資100億港元，計劃在新界荃灣楊屋道興建全世界最高、以自己名字命名的108層的如心廣場，惟最終因政府的高度限制問題，如心廣場被迫一分為二，更因未能如期完成而被罰款5.6億港元。
1993年至1995年，分18次共給陳振聰6億多元。
美國《富比士》雜誌在1997年7月的世界超級富豪榜中，龔如心成為世界排名最高的華人女性。2001年6月，龔如心在同一富豪排行榜名列109位，再度成為世界排名最高的華人女性。同年，龔如心與日本女漫畫家五十嵐優美子合作，推出以龔如心與王德輝的愛情故事為主線的漫畫《小甜甜NINA NINA》。該書曾在香港漫畫節發售，一度成為城市話題。
2004年2月，證實患上卵巢癌症。之前有接受高劑量雌激素的紀錄。
2005年身患重病，請俞姓風水師到廣西找到風水寶穴，作法種生基。後送與1000萬元。
2007年4月4日下午，華懋集團公布龔如心於4月3日於養和醫院病逝，享壽69歲，喪禮詳情容後公布。
2007年4月6日與龔如心認識多年的地產建設商會主席何鴻燊表示，他聽聞龔如心為人太過慳儉，有病卻不願看醫生，拖了3年，直至贏了官司、得到丈夫巨額遺產，才首次去檢驗，即收到壞消息，醫生指她患上了卵巢癌第四期，癌細胞更擴散至肺、腎、肝等，屬「100%末期」。而在及後刊於各大報章的華懋集團訃文中亦提到龔在2004年2月健康檢查時發現患病。

## 龔如心、王廷歆爭產案
有指龔如心殺害親夫，由於王德輝失蹤已久，在1999年，王德輝的父親王廷歆向香港法庭申請王德輝在法律上已死亡。2002年11月，王廷歆與龔如心為爭奪王德輝的遺產對簿公堂，案件原審共172天，横跨14個月。根據王德輝在1968年訂立的遺囑，其父親王廷歆可取得大部份遺產，全案關鍵是龔如心拿出聲稱是王德輝在1990年再訂立的遺囑，遺囑訂明把所有遺產轉交給龔如心。結果法庭判決1990年的遺囑無效，王廷歆可取得王德輝的遺產，而其後龔如心因涉嫌偽造文件及意圖妨碍司法公正被捕。龔如心不服判決而上訴，2005年9月，龔如心在香港終審法院上訴得直，推翻先前的判決，龔如心的偽造文件嫌疑亦告洗脫。

## 如心廣場
如心廣場是以龔如心自己命名的廣場，由兩座位於荃灣海傍的建築物組成。大部份人會對整個項目稱為「如心廣場」（Nina Tower），但實際上只有最先於2007年5月落成的42層酒店低座稱為Nina Tower，而88層高寫字樓連酒店的高座大樓稱為Teddy Tower，2007年12月18日落成；是以已故華懋主席王德輝（即龔如心丈夫）的英文名來命名，兩座大樓中間有一天橋接通，構思來自馬來西亞的雙子塔。手挽手的設計，是表示龔如心與丈夫之愛。另外，龔如心開首想把如心廣場成為全港最高的樓宇，但因近香港國際機場，影響飛機航道，图纸一改再改，導致商場於2008年10月才完成工程。

### 「如心園」平台花園
如心園木化石公園位處荃灣，毗鄰如心廣場、商場及荃灣西如心酒店。園區及其設施佔地約70,000平方呎，是亞洲現存擁有最大規模木化石藏品的城市公園。這批珍貴的自然歷史遺產，是華懋集團已故主席龔如心女士之藏品。作為香港首個及唯一的木化石公園，園區結合充滿趣味的「娛+學」設計和先進科技，啟迪來自本地和世界各地的訪客，投入一段跨越百萬年的溯古旅程。

## 遺產問題
龔如心病逝後，作為她生前律師之一的麥至理對外發出聲明，指龔如心遺囑的受益人並非一個慈善組織，以澄清外界臆測，但基於受益人期望保留隐私，故暫不能公開遺囑受益人名字。
2007年4月20日，風水師陳振聰舉辦記者會，自稱為龔如心遺產的唯一受益人，並透過代表律師公開他在1990年代與龔的合照。2010年2月2日，香港高等法院裁定由華懋慈善基金勝訴，陳振聰手持的2006年遺囑的簽名是偽造的。
此外，盛傳龔如心有巨額遺產由演員呂良偉繼承，但呂良偉表示「二人素未謀面」，否認繼承遺產。

## 相關
- Veron International Limited是龔如心旗下的公司。

## 外部連結
- 世紀爭產案：龔如心不服原判7大理由周旋到底 （页面存档备份，存于）